# FidoNet
```

                   __
                  /  \
                 /|oo \
                (_|  /_)
                 _`@/_ \    _
                |     | \   \\
                | (*) |  \   )) 
   ______       |__U__| /  \//
  / FIDO \       _//|| _\   /
 (________)     (_/(_|(____/

```

FidoNet，中譯為「惠多網」，是美国加利福尼亚州旧金山人Tom Jennings于1984年创立其協定（Protocol）支援站際通訊功能，解決了 BBS 各站之間無法往來的問題，促使 BBS 網路化，在 Internet 尚未普及之前，FidoNet 是世界上最为著名使用人數最多的網路系統。据说Fido一词的来源是Tom Jennings爱犬的名字。

## 组织结构
FidoNet自上而下分为洲区（Zone），地区（Region），网络（Network），次網 (Hub)，站台、节点（Node），点站（Point）。
洲区是最高级的区划
1988 年一共3個洲區：
- 洲区1北美洲
- 洲区2欧洲
- 洲区3大洋洲 (包含澳洲、亞洲)

1991年重新劃分有6个洲区：
- 洲区1北美洲
- 洲区2欧洲（包括俄罗斯）
- 洲区3澳洲
- 洲区4南美洲
- 洲区5非洲
- 洲区6亚洲（除俄罗斯）

一个站台編號格式为：zone:net/node.point 或 zone:region/node.point 所有的區域劃分、站點編號可能會隨著 FidoNet 組織結構異動而變動，而非一成不變

例如：

1. 以 Modem Way BBS 站台為例，於 1988 年加入 FidoNet 時 NodeList.253 列表顯示位於 Zone3 (大洋洲), Region56 (台灣), Host720 (台北), Node13 (站台) 故站台編號為 3:720/13.0，但於 1991 年時 FidoNet 重新劃分為 Zone6 (亞洲), Region56 (台灣), Host720 (台北), Node13 (站台) 故站台編號為 6:720/13.0。
2. 以GuQiKai站为例，它位于亚洲（洲区号5）中国（地区号65）上海（网络号654），并被授予节点号1005，于是它的站点编号就是6:654/1005。

每个洲区，地区，网络都有其协调人（Coordinator），也就是洲区协调人（ZC）、地区协调人（RC）和网络协调人（NC）。通常也使用诸如R65C这样的形式来称呼65地区的协调人。
除此之外，另有洲区协调人议会和国际协调人（IC）。